# بول فان بويكيل
بول فان بويكيل (بالهولندية: Pol van Boekel)‏ (مواليد 19 سبتمبر 1975) هو حكم كرة قدم هولندي يدير مباريات في تصفيات كأس العالم لكرة القدم 2014.